# Aeroportul Utilitar Tuzla
Aeroportul Tuzla, cunoscut și drept Aerodromul Tuzla, Constanța este un aeroport situat în partea de Sud-Sud-Vest a localității Tuzla.

## Istorie
- 1958: Sub patronajul LARES, se înființează prima stație Aviasan (cu un hangar și anexe), la Constanța, pe Aerodromul Palas. Primul comandant al nou înființatei unități de aviație este cdr. Petrescu, care deține această funcție până în 1962.
- 1967: În primăvara acestui an, unitatea se mută pe nou construitul aerodrom de la Tuzla, unde, pe 27 martie 1967, are loc prima misiune de zbor. În acest an se efectuează cca 1600 ore zbor în misiuni de transport (bolnavi, material biologic, medici specialiști) precum și în supravegherea activității agricole cu specialiști.
- 1970: Se efectuează primele misiuni de zbor agricol cu avionul IAR-818 .
- 1972: Este adus primul elicopter Allouette III, înmatriculat YR-ELC.
- 1974: La 1 octombrie 1974 se înființează Aerobaza Tuzla. Aeronavele din dotarea Aerobazei sunt: zece AN2 (YR-ANM, ANI, ANN, ANF, ANA, ANJ, APR, ANE, s.a.), un Allouette III, doua IAR-818 si un SuperAero45. Se construiește depozitul de carburanți, compus din patru rezervoare supraterane cu o capacitate totală de 600.000 litri. În acest an, dl. Târlea Alexandru este numit comandant, iar aerobaza este structurată în două detașamente: "Aviație utilitară" – cdt. det. Lupu Alexandru și "Aviasan" - cdt.det. Podgorenu Alexandru. În noua formulă, se detașează zece piloți pentru aviația agricolă de la București, printre care: Firanescu V., Ariton D., Necula I., Cirstoiu T., Munteanu Gh., Negrea I., Andronache A. etc., care, împreună cu unsprezece copiloți din promoția 1974 - Panait V., Mihaltu A., Petcu C., Năstase Gh., Iancovici M., Popescu C., Stănescu C., Trupină C., Popa I., Băraitaru I., Țigănuș I., formau personalul navigant al detașamentului de aviație utilitară. În cadrul detașamentelor Aviasan activau trei piloți: Podgoreanu A., Calotă G. și Paraschiv N. Sectorul tehnic, condus de Botezatu V., cuprindea aproximativ 45 de mecanici.
- 1982: Aviasan se desființează în februarie 1982, pe Aerodromul Tuzla rămânând în funcționare doar Aerobaza, care își continuă activitatea până în 1997. Dat fiind că după 1989 agricultura din zonă devine tot mai slabă, aerobaza își pierde încet dar sigur principalul domeniu de activitate.
- 1998: Aerodromul Tuzla este preluat de către Regional Air Services și devine astfel primul aerodrom privat din țară.
- 2006: Începând cu acest an Regional Air Services furnizează servicii operaționale offshore complete în favoarea OMV Petrom.[1]
- 2009: În 7 aprilie 2009 aerodromul a fost vizitat de Raymond Benjamin, Secretar General al Organizației Internaționale a Aviației Civile (ICAO) și de Cătălin Cotruț, șeful reprezentanței României la ICAO.[4]

## Facilități
Aeroportul are o suprafață de 36 ha și dispune de un hangar de 1200 m2, două clădiri administrative, două terminale de pasageri și de un depozit nou de combustibili de 180m3.
Tipuri de zbor care se pot efectua pe acest aeroport: zbor la vizibilitate (VFR) ziua și noaptea. Pentru noapte se dispune de un balizaj luminos al heliportului.
Aeroportul este proprietatea firmei Regional Air Services, care l-a preluat în 1998 de la Aviația Utilitară SA. De pe acest aeroport firma asigură servicii aviochimice pentru agricultură, supraveghere și reclamă aeriană, aerotaxi, ambulanță aeriană, zboruri de agrement, și organizează cursuri pentru obținerea brevetului de pilot privat (PPL) și cursuri de parașutism.

## Offshore
De pe Aeroportul Tuzla se efectuează aproape zilnic zboruri offshore în Marea Neagră pentru diferiți beneficiari care operează în largul platformei continentale a României, deservind platforme de foraj marin și vase. De asemenea, servicii de evacuare medicală offshore, disponibile 24/24, 7/7, prin misiuni de zbor efectuate atât ziua cât și noaptea în condiții de siguranță. Zborurile offshore sunt efectuate cu elicoptere care reprezintă vârful tehnologiei în transportul deasupra mării.

## Școala de zbor
Școala de zbor de pe Aeroportul Tuzla susține cursuri pentru obținerea licențelor de pilotaj de tipul PPL – Private Pilot Licence, CPL – Commercial Pilot Licence și ATPL – Airline Transport Pilot Licence. Pentru școală se folosesc avioane de tip Diamond DA20 Katana, Diamond DA40, Diamond DA42, Piper PA-34-200T și elicopterul CABRI G2. De asemenea, școala de zbor de la Tuzla beneficiază și de un simulator de zbor FNPT-II și de un număr de 10 instructori cu mii de ore de zbor la activ.

## Școala de supraviețuire pe mare
Pe Aeroportul Tuzla funcționează și o școală de "sea survival" care organizeaza cursuri precum: Basic Offshore Safety Induction & Emergency Training, BOSIET; Further Offshore Emergency Training, FOET; Helicopter Underwater Escape Training, HUET; Further Helicopter Underwater Escape Training, FHUET, dar și cursuri precum: Fire & smoke; Water survival; Emergency equipment & procedures.

## Mitinguri aviatice
La Aeroportul Tuzla se organizează anual mitinguri aviatice.
Mitingurile „Tuzla Fly In”, „Tuzla AEROMANIA” și FIA.
- Prima ediție a avut loc în 18-19 august 2006.[9]
- A doua ediție a avut loc în 18 august 2007.[10]
- A treia ediție a avut loc în 23-24 august 2008.[11]
- A patra ediție a avut loc în 22-23 august 2009.[12]
- A cincea ediție a avut loc în 7-8 august 2010.[13]
- A șasea ediție a avut loc pe 24 august 2012.[14]
- A șaptea ediție a avut loc la 13-14 august 2013.[15]

## Accidente
În 5 iulie 2010, un avion de tip An-2 care aparținea Școlii de Aplicație pentru Forțele Aeriene „Aurel Vlaicu” din Boboc și făcea un zbor de antrenament pentru parașutiști militari a avut probleme la decolare și după un zbor de 2 km s-a prăbușit, 12 persoane din cele 14 aflate la bord pierzându-și viața.
Ancheta declanșată a stabilit că avionul s-a prăbușit datorită unei defecțiuni tehnice (cedare de material). Întrucât această defecțiune nu-i putea fi imputată, pilotul n-a fost acuzat nici de decesul și vătămarea corporală a celor de la bord, nici de distrugerea aeronavei.

## Galerie de imagini

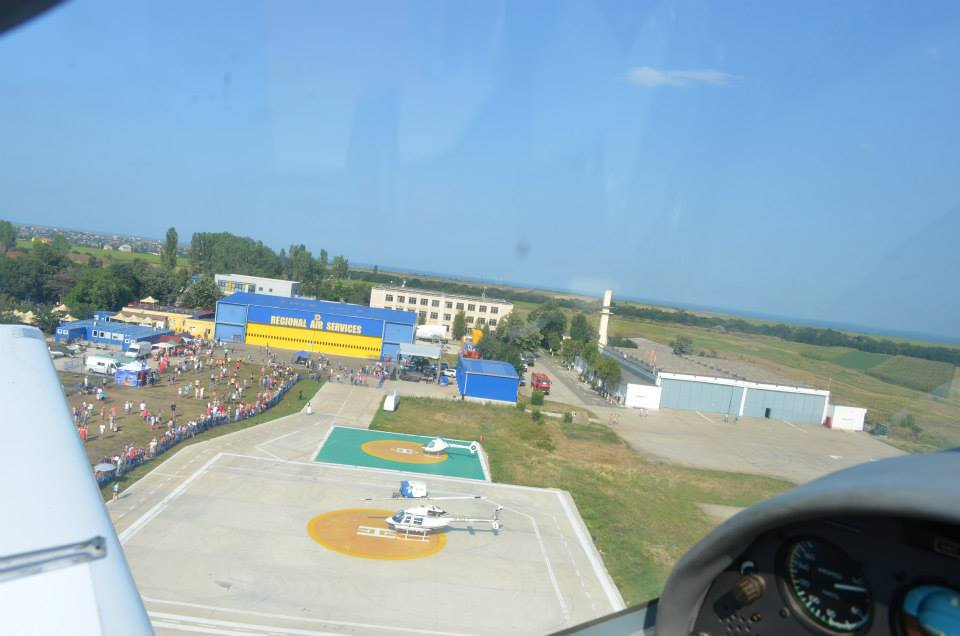
Vedere de ansamblu
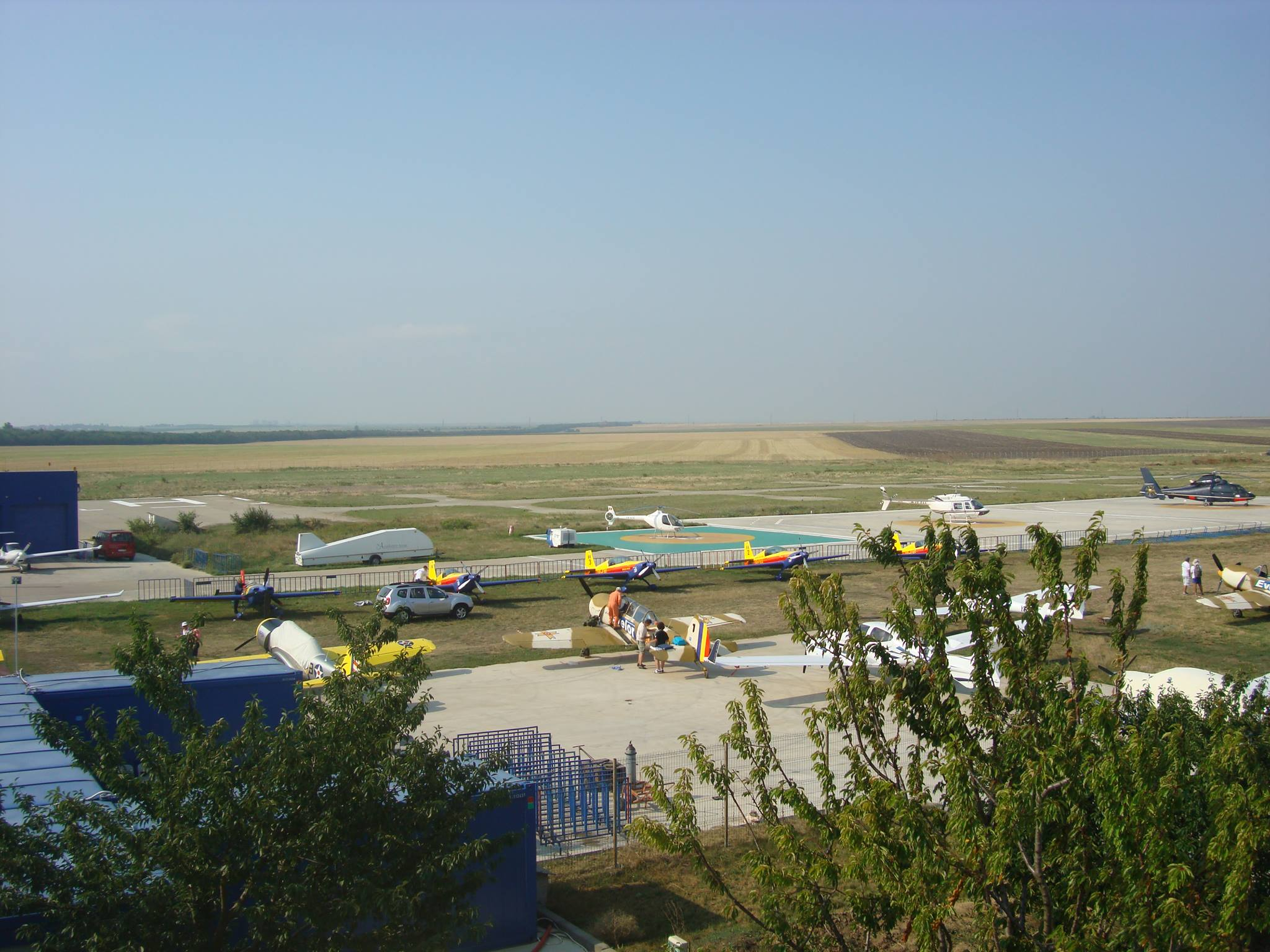
Vedere de ansamblu
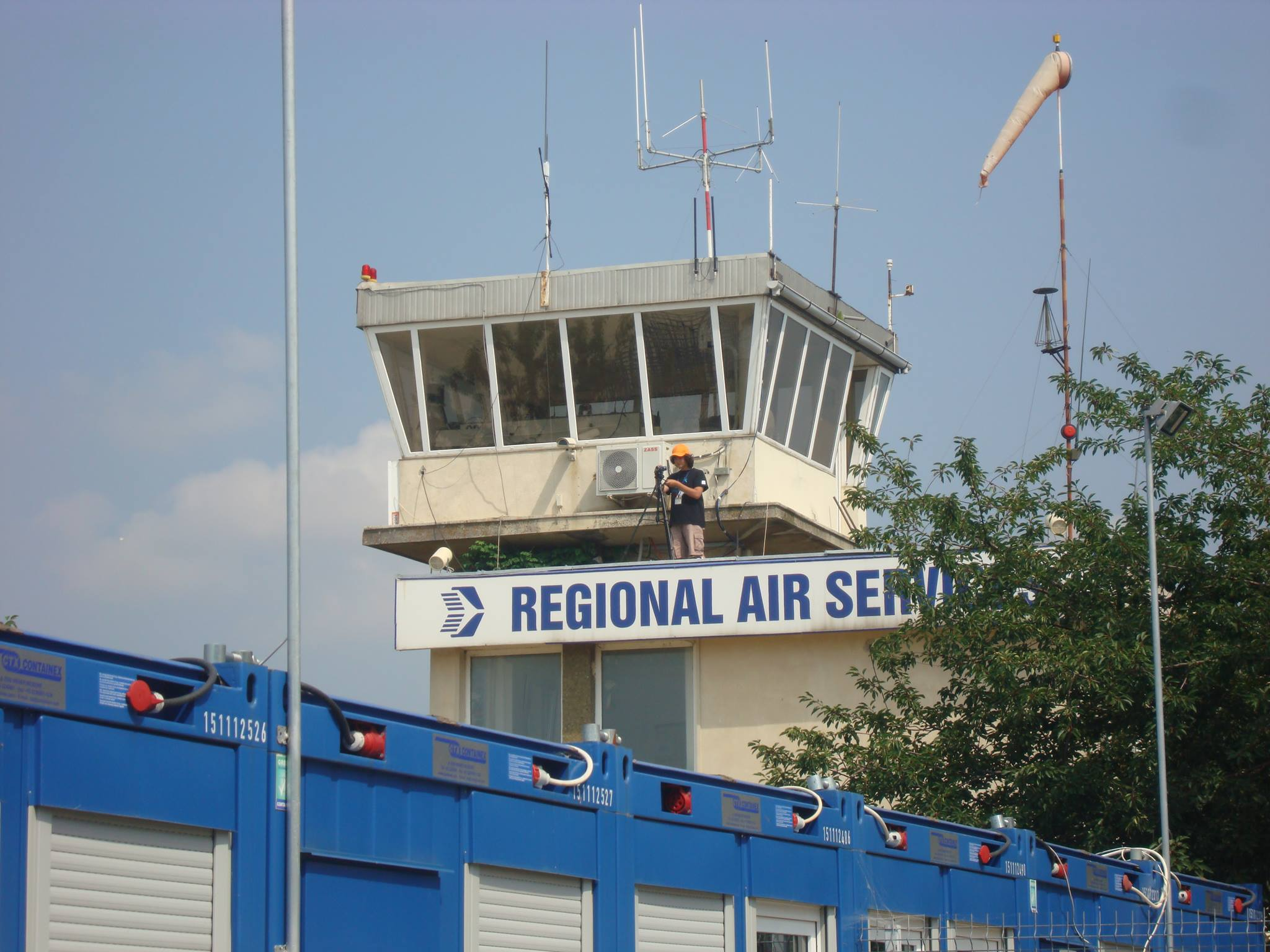
Turnul de control, Aeroportul Tuzla
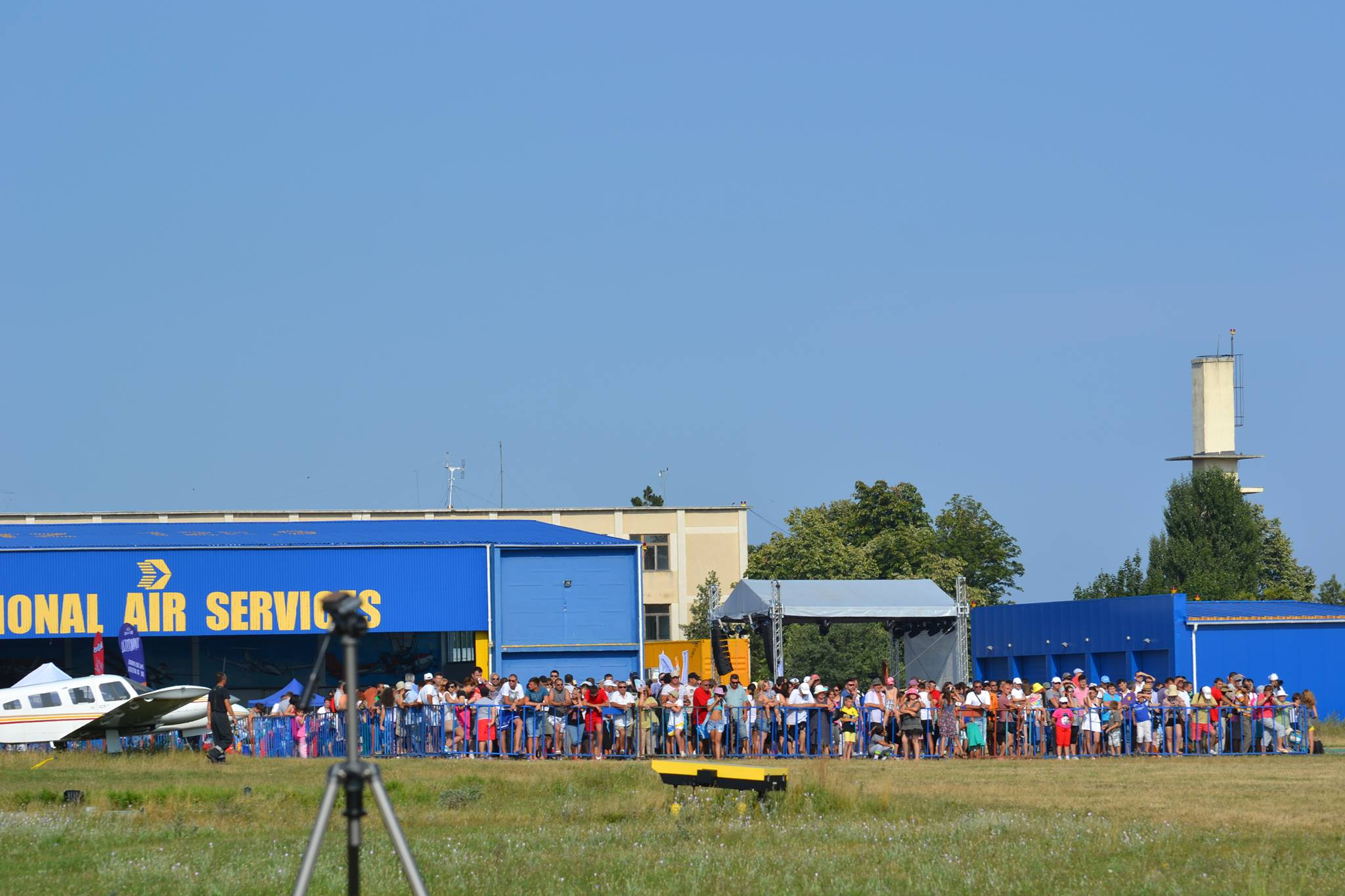
Vedere de ansamblu
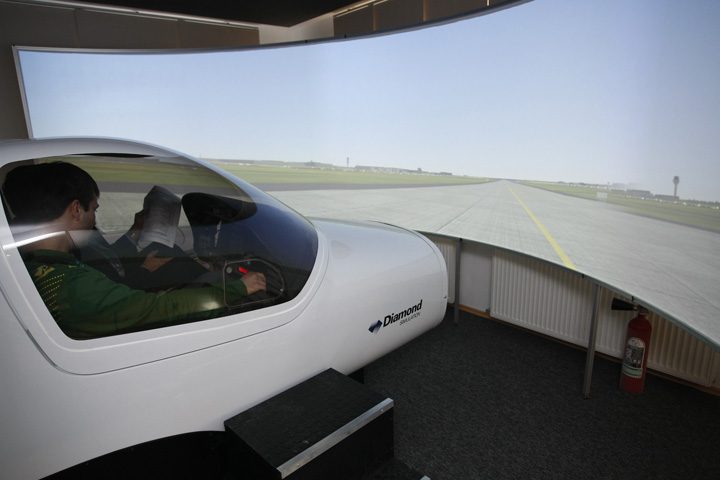
Simulator, școala de pilotaj
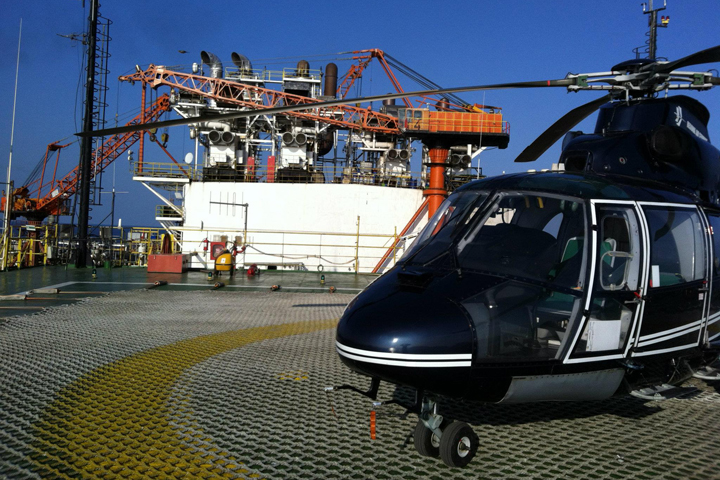
Elicopter Regional Air Services în misiune SAR
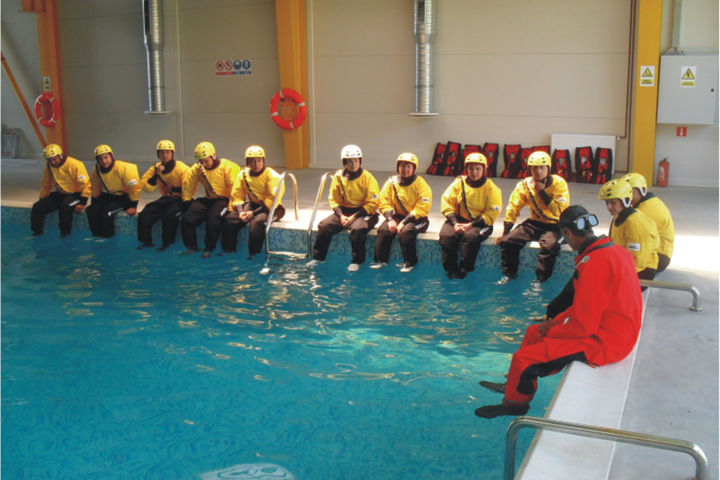
Școala de supraviețuire pe mare
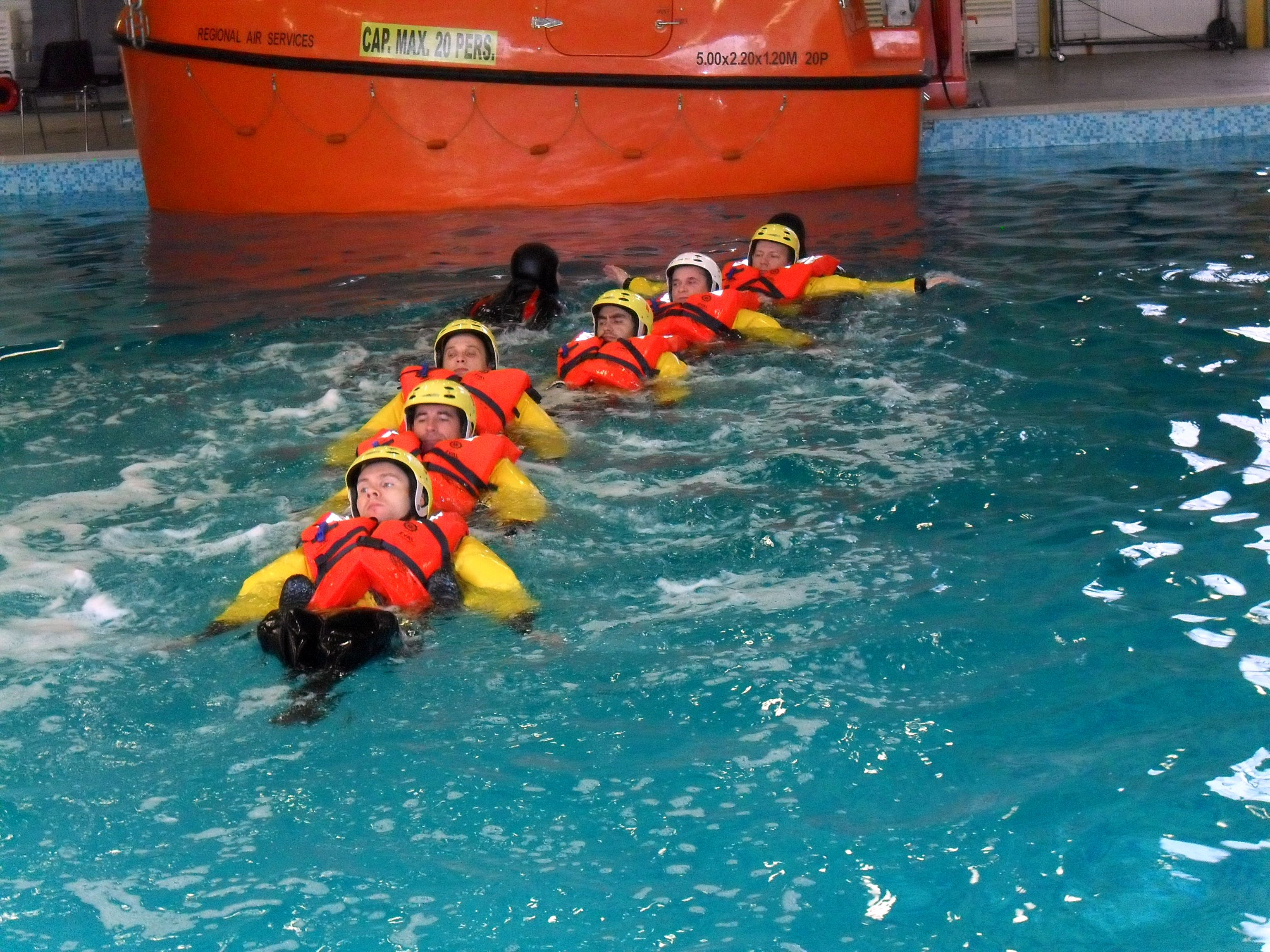
Școala de supraviețuire pe mare
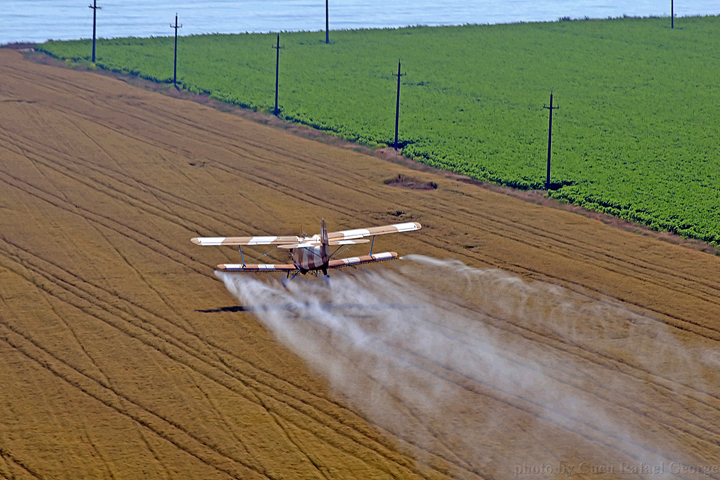
Avion AN2 folosit pentru agricultură
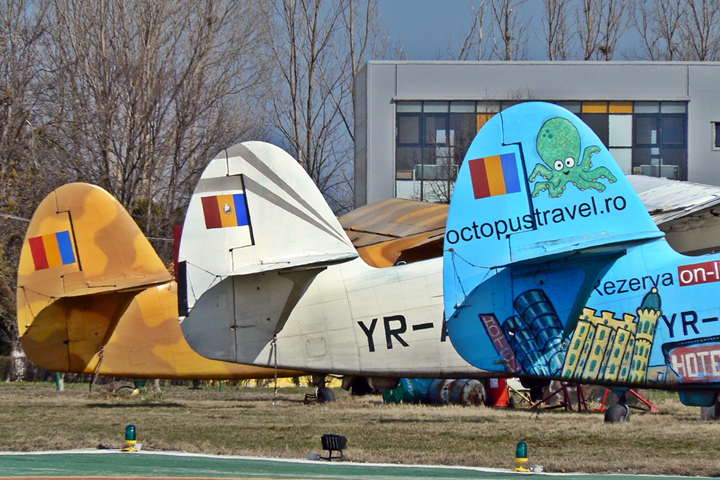
Avioane AN2
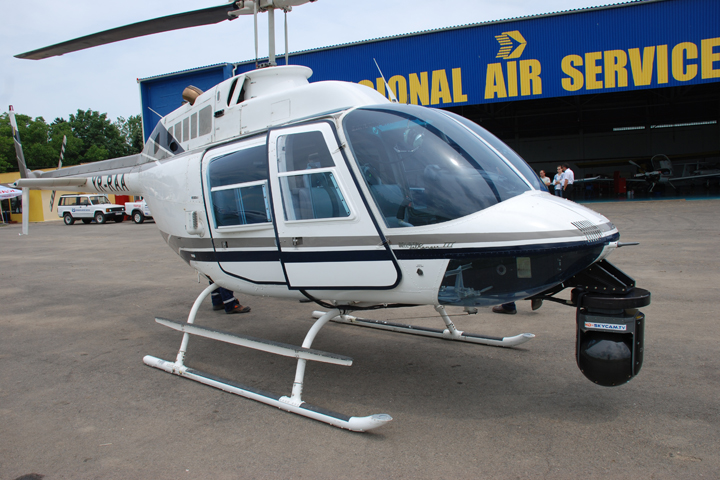
Elicopter Bell folosit pentru filmări aeriene și agrement
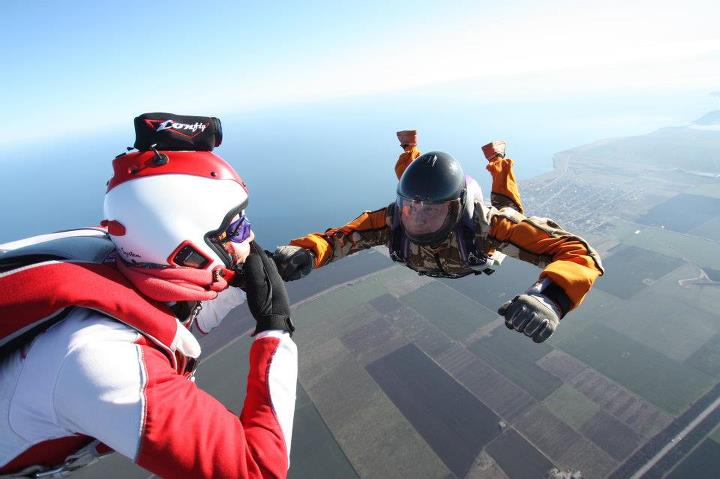
Salt cu parașuta